# Robert Ilyeș
Róbert Ilyés (n. 4 februarie 1974, Miercurea Ciuc, România) este un fotbalist român retras din activitate, care a jucat pe post de mijlocaș la echipe ca FC Brașov, Foresta Fălticeni și Rapid. După încheierea carierei, a devenit antrenor.

## Cariera
Ilyeș a început fotbalul la echipa Foresta Fălticeni, pentru care a debutat în Divizia B în 1995, fiind integralist la echipă în acel sezon, la 21 ani, și marcând 6 goluri. Sezonul următor, cu Ilyeș om de bază și marcator a 7 goluri, Foresta Fălticeni a promovat în prima ligă, devenind Foresta Suceava.
Astfel, Robert a debutat în prima ligă în sezonul 1997-1998, în meciul Foresta Suceava-FC Argeș 1-2 din 2 august 1997. El a evoluat două sezoane pentru Foresta în prima ligă, transferându-se apoi la Astra Ploiești, pe fondul rezultatelor slabe ale echipei sucevene.
Între 1998 și 2002, Ilyeș a evoluat în 92 meciuri și a marcat 14 goluri pentru Astra, fiind remarcat de echipele puternice din România. Astfel, pauza competițională din sezonul 2001-2002 i-a adus transferul la Rapid București. Aici, jucătorul și-a cunoscut vârful carierei, evoluând timp de 5 sezoane la echipa de sub podul Grant: a marcat 26 de goluri, a cucerit un titlu de campion al României, o cupă, și a evoluat în două meciuri în preliminariile Ligii Campionilor și 14 în cupa UEFA.
La sfârșitul turului sezonului 2005, aproape de vârsta de 32 ani, Ilyeș și-a încheiat conturile cu Rapid și s-a transferat la echipa FK Khazar Lankaran din Azerbaidjan. 
În martie 2006 a primit Medalia „Meritul Sportiv” clasa a II-a cu o baretă din partea președintelui României de atunci, Traian Băsescu, deoarece a făcut parte din echipa Rapidului care a obținut calificarea în sferturile Cupei UEFA 2005-2006.
S-a întors în România în 2007, la rugămintea lui Răzvan Lucescu, fostul său antrenor de la Rapid. Acesta preluase pe FC Brașov în divizia B și miza pe experiența lui Ilyeș pentru a construi în jurul lui o echipă care să promoveze în prima ligă, unde să facă o figură frumoasă. Drept urmare, după transfer Ilyeș a primit și banderola de căpitan.
La finalul sezonului 2007-2008, FC Brașov a promovat fără probleme în prima ligă. La 34 ani, Ilyeș a fost integralist în aproape toate partidele din turul sezonului 2008-2009 pentru FC Brașov, echipa încheind pe locul 11, iar acum, la 35 ani împliniți pe 4 februarie 2009, căpitanul anunța ca obiectiv clasarea echipei brașovene pe un loc de cupa UEFA la finalul sezonului. A jucat ultimul meci în Liga I în 2012 la FCM Târgu Mureș.
După aceea, s-a întors la Miercurea Ciuc, unde a jucat la FK Csíkszereda. Acolo, a devenit cel mai vârstnic marcator din primele 3 ligi românești, înscriind ultimul său gol la 42 de ani, 8 luni și 25 de zile. Și-a obținut licența B de antrenor în Ungaria și a început la Csíkszereda și cariera de antrenor. S-a retras în vara lui 2018, la 44 de ani, și a acceptat să lucreze full-time ca antrenor al echipei de juniori U19 a clubului.
Un an mai târziu, după ce și prietenul lui, Attila Hadnagy, s-a retras din activitate pentru a fi președinte al clubului Sepsi Sfântu Gheorghe, Ilyeș a acceptat oferta acestuia de a veni la Sepsi pentru a fi secund al antrenorului Csaba László⁠(d).

## Trofee
- Cu Rapid București
  - Campionatul României (1): 2002-2003
  - Cupa României (1): 2001-2002
  - Supercupa României (1): 2003

## Statistici
| Club              | Sezon         | Ligă    | Ligă   | Cupă    | Cupă   | Europa  | Europa | Altele  | Altele | Total   | Total  |
| Club              | Sezon         | Meciuri | Goluri | Meciuri | Goluri | Meciuri | Goluri | Meciuri | Goluri | Meciuri | Goluri |
| ----------------- | ------------- | ------- | ------ | ------- | ------ | ------- | ------ | ------- | ------ | ------- | ------ |
| Foresta Fălticeni | 1995–96       | 30      | 6      | 0       | 0      | 0       | 0      | 0       | 0      | 30      | 6      |
| Foresta Fălticeni | 1996–97       | 30      | 7      | 0       | 0      | 0       | 0      | 0       | 0      | 30      | 7      |
| Foresta Fălticeni | 1997–98       | 33      | 4      | 0       | 0      | 0       | 0      | 0       | 0      | 33      | 4      |
| Foresta Fălticeni | 1998–99       | 17      | 2      | 0       | 0      | 0       | 0      | 0       | 0      | 17      | 2      |
| Foresta Fălticeni | Total         | 110     | 19     | 0       | 0      | 0       | 0      | 0       | 0      | 110     | 19     |
| Astra Ploiești    | 1998–99       | 16      | 2      | 0       | 0      | 0       | 0      | 0       | 0      | 16      | 2      |
| Astra Ploiești    | 1999–00       | 32      | 6      | 0       | 0      | 0       | 0      | 0       | 0      | 32      | 6      |
| Astra Ploiești    | 2000–01       | 28      | 4      | 0       | 0      | 0       | 0      | 0       | 0      | 28      | 4      |
| Astra Ploiești    | 2001–02       | 15      | 2      | 0       | 0      | 0       | 0      | 0       | 0      | 15      | 2      |
| Astra Ploiești    | Total         | 91      | 14     | 0       | 0      | 0       | 0      | 0       | 0      | 91      | 14     |
| Rapid             | 2001–02       | 15      | 5      | 1       | 0      | 0       | 0      | 0       | 0      | 16      | 5      |
| Rapid             | 2002–03       | 23      | 5      | 2       | 1      | 4       | 0      | 0       | 0      | 29      | 6      |
| Rapid             | 2003–04       | 26      | 6      | 3       | 2      | 2       | 1      | 1       | 0      | 32      | 9      |
| Rapid             | 2004–05       | 24      | 8      | 1       | 0      | 0       | 0      | 0       | 0      | 25      | 8      |
| Rapid             | 2005–06       | 15      | 2      | 3       | 3      | 10      | 0      | 0       | 0      | 28      | 5      |
| Rapid             | Total         | 103     | 26     | 10      | 6      | 16      | 1      | 1       | 0      | 130     | 33     |
| Khazar Lankaran   | 2006–07       | 12      | 2      | 0       | 0      | 0       | 0      | 0       | 0      | 12      | 2      |
| Khazar Lankaran   | Total         | 12      | 2      | 0       | 0      | 0       | 0      | 0       | 0      | 12      | 2      |
| FC Brașov         | 2007–08       | 30      | 14     | 3       | 1      | 0       | 0      | 0       | 0      | 33      | 15     |
| FC Brașov         | 2008–09       | 31      | 5      | 2       | 2      | 0       | 0      | 0       | 0      | 33      | 7      |
| FC Brașov         | 2009–10       | 28      | 5      | 4       | 2      | 0       | 0      | 0       | 0      | 32      | 7      |
| FC Brașov         | 2010–11       | 23      | 7      | 3       | 0      | 0       | 0      | 0       | 0      | 26      | 7      |
| FC Brașov         | Total         | 112     | 31     | 12      | 5      | 0       | 0      | 0       | 0      | 124     | 36     |
| Total carieră     | Total carieră | 428     | 92     | 22      | 11     | 16      | 1      | 1       | 0      | 467     | 104    |